# Руско Кадиев
Руско Кадиев е български маратонец и ултрамаратонец, роден през 1958 г. в Мадан.

## Спортна кариера
Първото си участие на маратонско бягане прави в Златни пясъци през 1982 г., като постига резултат 3:05:00 ч. Участвал е в повече от 25 маратона, като най-доброто му лично постижение е 2:25:21 ч. на маратон в Дупница.
Неколкократен участник (12 участия) и шесткратен победител в ултрамаратона Обиколката на Витоша с най-добро време 8:16:00 ч., което е и рекорд на старото трасе на състезанието (непроверена информация). Освен 6-те си поредни победи има още 3 втори и 1 трето места.
Победител е през 1992 г. в Спартатлон – ултрамаратона между Атина и Спарта с дължина 245,3 км, с време 24:08:13, което е 26-о най-добро време от началото на провеждането на състезанието през 1983 г. Определя това състезание като най-тежкото бягане в своята дългогодишна кариера
През 2012 г. пробягва 100 км. по стъпките на Средногорския полк по случай 100-годишнината от Освобождението на Родопите и Балканската война.

## Значими успехи
- 1-во място – Спартатлон, Гърция, 1992 г.
- 1-во място – Обиколка на Витоша

## Личен живот
Руско Кадиев е електроинженер по образование, преподавател по електротехника и енергетика и професионална подготовка, бивш директор и понастоящем и помощник-директор на ПГ „Васил Димитров“ в гр. Мадан.
Женен е за Нонка Кадиева, която също участва в маратонски бягания.